# Viola bernardii
Viola bernardii là một loài thực vật có hoa trong họ Hoa tím. Loài này được (Greene) 91+(pro sp.)+ miêu tả khoa học đầu tiên năm 1903.